# Cláudia Marcela, a Jovem
Cláudia Marcela, chamada por historiadores de a Jovem (ou a Menor) para diferenciar de sua irmã mais velha, Cláudia Marcela, a Velha, foi uma das duas filhas de Cláudio Marcelo e Otávia, irmã de Augusto.
Não se sabe nada sobre ela a partir dos textos antigos além de que ela existiu. A sua biografia é baseada em conjecturas.[carece de fontes?]

## Família
Seu pai foi um dos três romanos de nome Cláudio Marcelo, netos de Marco Cláudio Marcelo, que ocuparam o consulado em três anos sucessivos: os irmãos Marco (cônsul em 51 a.C.) e Caio (cônsul em 49 a.C.), e seu primo Caio, o pai desta Cláudia, cônsul em 50 a.C..
Sua mãe foi Otávia, filha do senador Caio Otávio Turino (em latim: Gaius Octavius Thurinus), também procônsul na Macedónia. Segundo Plutarco, Otávia era filha de "Ancária". Segundo Suetônio, outra Otávia era filha de Ancária e a mais conhecida Otávia era irmã, também por parte de mãe, do futuro imperador Augusto, ambos sendo filhos de Ácia, sendo Otávia mais velha que o irmão.
Do casamento de Cláudio e Otávia nasceram um filho e duas filhas. O filho, Marcelo, era o favorito e querido do povo romano, e casou com sua prima Júlia, filha de Augusto, porém morreu logo depois, sem ter filhos.[carece de fontes?]
Sua irmã mais velha se casou com Agripa  em 29 a.C. e, depois, com Lúcio Antônio, filho de Marco Antônio.

## Casamentos e filhos
De acordo com Abrahame Joanne Valpy, tradutor de Cornélio Tácito, a Cláudia Marcela que se casou com Agripa e Luís Antônio era a filha mais nova, e esta Cláudia Marcela seria a mais velha, tendo se casado com Apuleio, com quem teve uma filha, Apuleia Varília, e com Marco Valério Messala, com quem teve um filho, Marco Valério Messala Barbato, o pai de Messalina.